# Constantia (New York)
Constantia è un comune degli Stati Uniti d'America, situato nello Stato di New York, nella contea di Oswego.